# Genoveva Matute
Genoveva Matute (Manila, 13 gennaio 1915 – Cubao, 21 marzo 2009) è stata una scrittrice filippina.

## Biografia
Ha compiuto i suoi studi all'Università di Santo Tomás, dove ha conseguito la laurea (1946), la laurea specialistica (1949) e il PhD (1964).
Nel 1951 ricevette il primo premio Palanca per il racconto in filippino in assoluto, dal titolo "Kuwento ni Mabuti", che è stato anche citato come il racconto in lingua Tagalog più presente nelle antologie. Ha vinto questo premio in totale quattro volte. La sua opera Ako'y Isang Tinig del 1952 è considerata una delle più importanti in lingua Tagalog: in questa lingua ha scritto 24 opere.